# قاي ديلي
قاي ديلي (بالإنجليزية: Guy Dailey)‏ هو فلاح وسياسي أمريكي، ولد في 24 يوليو 1827، وتوفي في 2 يناير 1899. حزبياً، نشط في الحزب الديمقراطي. وقد انتخب عضو جمعية ولاية ويسكونسن.